# Марко Мартиновић (народни херој)
Марко Мартиновић (Бајице, код Цетиња, 3. септембар 1911 — Колашин, 26. септембар 1943), учесник Народноослободилачке борбе и народни херој Југославије.

## Биографија
Рођен је 1911. године у селу Бајице, код Цетиња. Основну школу завршио је у родном селу, а четири разреда гимназије у Цетињу. До 1941. се бавио земљорадњом.
Учесник Народноослободилачке борбе је од 1941. године. Учествовао је у Тринаестојулског устанка и био борац Ловћенског партизанског одреда.
Члан Комунистичке партије Југославије постао је 1942. године.
Као борац и руководилац у Четвртој пролетерској црногорској бригади учествовао је у свим њеним борбама до своје погибије, попут битке на Зеленгори, на Неретви, Сутјесци, за Купрес, Ливно и другде.
Погинуо је у борбама против немачких војника за ослобођење Колашина 26. септембра 1943. године.
Указом Президијума Народне скупштине Федеративне Народне Републике Југославије, 20. децембра 1951. године, проглашен је за народног хероја.